# デューズベリー
デューズベリー (英語: Dewsbury) は、イングランド、ウェスト・ヨークシャーのカークリーズ大都市バラにあるミンスターでマーケットタウンである。コルダー川とカルダー・アンド・ヘブル・ナビゲーション水路の支流にある。ウェイクフィールドの西、ハダースフィールドの東、リーズの南に位置する。
歴史的にヨークシャーのウェスト・ライディングの一部であったデューズベリーは、19世紀に工場町として大きな成長を遂げた後、衰退期を迎えた。デューズベリーは、ヘビー・ウーレン・ディストリクトの一部を形成し、その中で最大の町である。2011年の国勢調査によると、デューズベリーの人口は62,945人だった。

## 歴史

### 地名学
1086年のドゥームズデイ・ブックは、名前をDeusberie、Deusberia、Deusbereia、Deubireと綴り、文字通りDewi's fort（デューズの砦）と記録しているが、Dewiは古いウェールズ名（Davidに相当）であり、 "bury" は砦を意味する古英語の単語 "burh" に由来する。
この名前の由来については、あまり支持されていない他の説が存在する。例えば、古英語のdēaw（属格dēawes）の "dew" 「露」とbeorgの"hill" 「丘」で "dew hill" 「露の丘」を意味する（デューズベリーは丘の上に建てられているため）。dēawは、町がコルダー川の水辺に近いことを指していると言われている。
歴史的には、ウェールズ語のDuw、"God" 「神」から "God's fort" （神の砦）などの他の起源が提案された。「好古家は、デューズベリーという名前を、村の最初の耕作者であるデュイまたはデューに由来すると考えていた。デュイまたはデューは、住居を固定し、「ベリー」を強化した。別の推測では、元の名前はデューズバラ、または「神の町」であると考えられている」（1837年）。

### 初期の歴史
アングロ・サクソン時代、デューズベリーはかなり重要な中心地だった。デューズベリーの教会区には、ハダーズフィールド、マーフィールド、ブラッドフォードが含まれていた。古代の伝説によると、627年にヨークの司教であるパウリヌスがこのコルダー川のほとりで説教を行ったことが記録されている。デューズベリーとソーンヒルでは、数多くのアングル人の墓が発見されている。

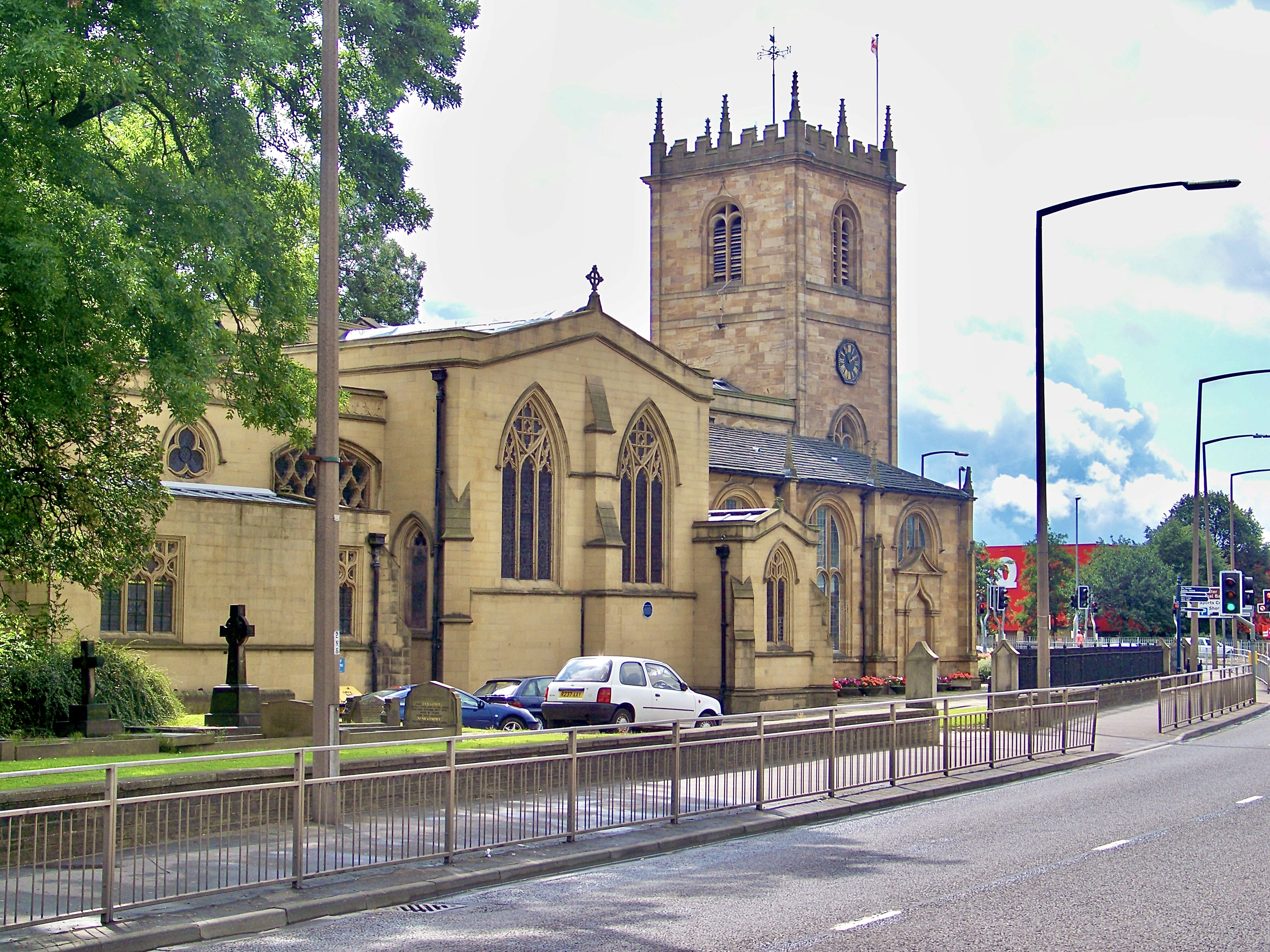
デューズベリー大聖堂

デューズベリー大聖堂は伝統的にパウリヌスが説教した場所、コルダー川の近くにある。身廊に見える石細工のいくつかはサクソン様式であり、教会の一部も13世紀にまでさかのぼる。この塔には、「ブラック・トム」 "Black Tom" があり、キリストの誕生以来、毎年クリスマス・イブに1回鳴らす、15世紀からの伝統である「悪魔の鐘の音」 "Devil's Knell" として知られている。この鐘は、トーマス・ド・スットヒル卿が怒り狂って召使いの少年を殺害したことに対する懺悔で贈られた。この伝統は1986年にロイヤルメールの切手で記念された。
1086年のドゥームズデイ・ブックでは、デューズベリーはモーリー・ワーペンタックに属したが、記録された人口はわずか9世帯で、当時は比較的小さな集落だった。アグリッグとモーリーのワーペンタックは、13世紀に行政的にアグリッグ・アンド・モーリーのワーペンタックに統合された。19 世紀半ばに行政上の目的で分離されたとき、デューズベリー教区は両方のワーペンタックの境界をまたぐように拡がり、そのため主にアグリッグのワーペンタックの下部地区に属していた。
デューズベリー市場は、14世紀に地元の衣料品店のために設立された。1593年と1603年のペストの発生により市場は閉鎖され、1741年に再開された。

### 産業革命

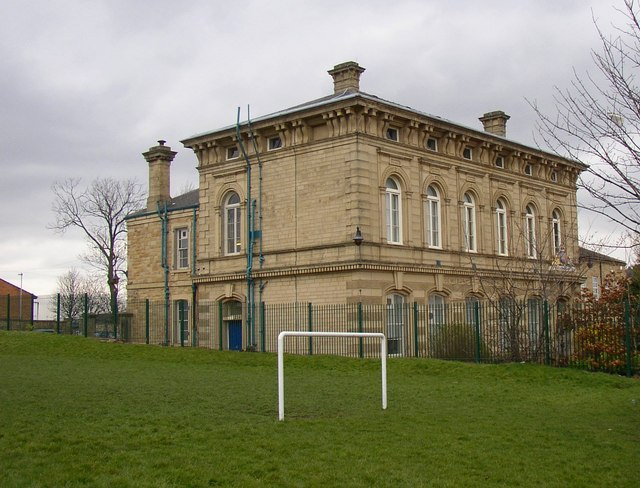
デューズベリー・カウンティ裁判所

1770年に、カルダー・アンド・ヘブル・ナビゲーションの短い支流が完成し、デューズバリーを運河網に接続して、マンチェスターとハルに向かえるようになった。産業革命の頃に、デューズベリーは、ウール製品を新しいウールと混ぜ合わせて重い毛布やユニフォームを作ることでリサイクルする再生毛織物とマンゴー産業の中心地だった。町は運河、ヘビー・ウーレン・ディストリクトの中心に位置すること、そして炭鉱に近いことから経済的に恩恵を受けた。鉄道は1848年に到着し、ロンドン・アンド・ノース・ウェスタン鉄道のデューズベリー・ウェリントン・ロード駅が開通したが、この駅は現在も営業している唯一の駅である。

## 統治
デューズベリーは1862年にミューニシパル・バラとして合併された。

## 地理

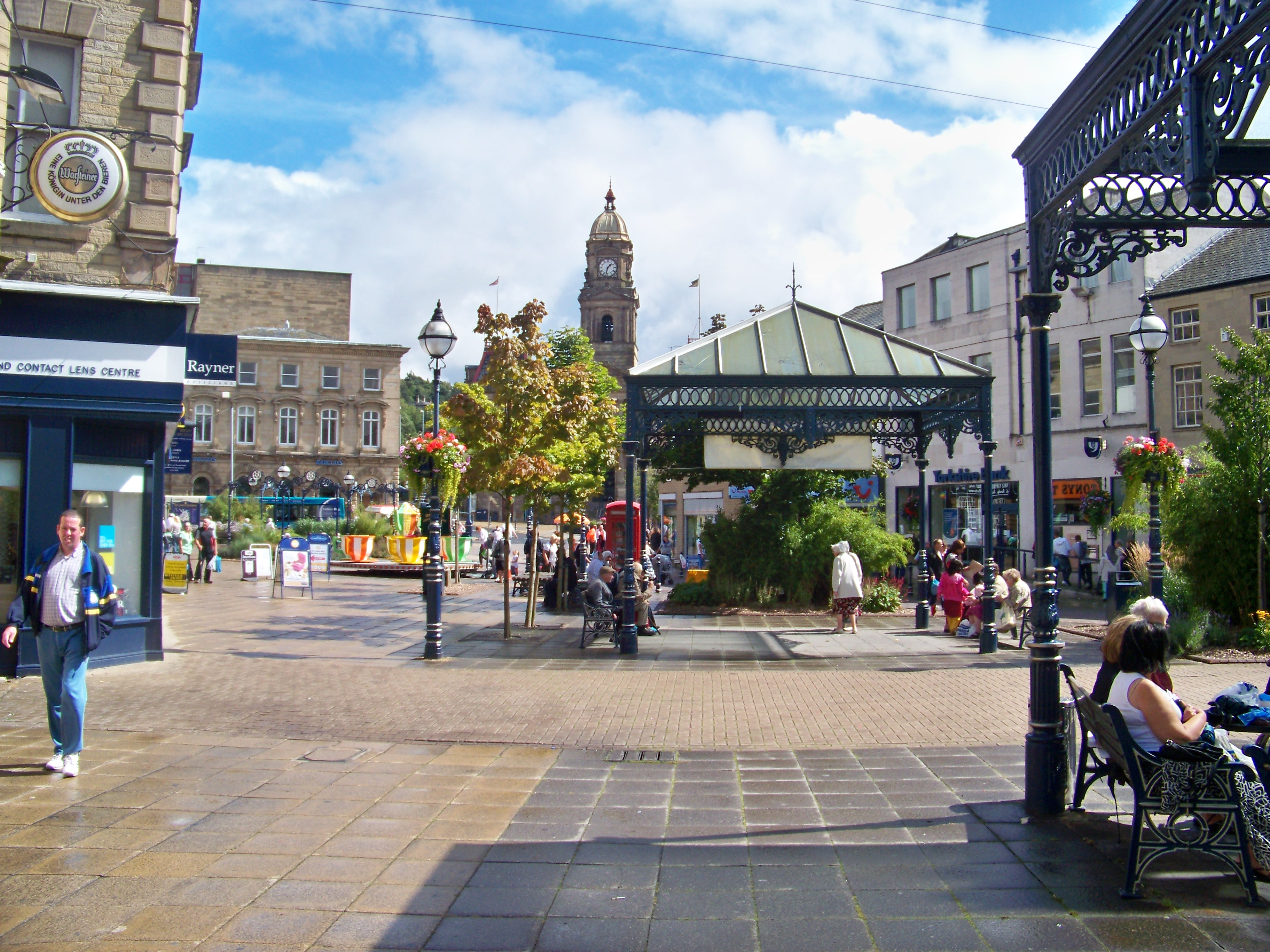
市場

デューズベリーはリーズとブラッドフォードの間、北に8マイル (13 km) に位置し、ハダーズフィールドは南西に同様の距離、ウェイクフィールドは東に6 mi (10 km) の距離に位置する。

## 著名な人物
- トーマス・オルバット
- ベティ・ブースロイド（英語版）
- ルーク・バージェス
- サム・バージェス
- トム・キルバーン
- オーエン・リチャードソン